# پورتیج (میشیگان)
پورتیج، میشیگان (به انگلیسی: Portage, Michigan) یک شهر در ایالات متحده آمریکا با جمعیت ۴۶٬۲۹۲ نفر است که در میشیگان واقع شده‌است.

## موقعیت جغرافیایی
موقعیت جغرافیایی شهرها و مناطق اطراف به شرح زیر است: